# Ny Virginis
Ny Virginis (ν Virginis förkortat Ny Vir, ν Vir), som är stjärnans Bayer-beteckning, är en ensam stjärna i den västra delen av stjärnbilden Jungfrun. Den har en genomsnittlig skenbar magnitud på +4,04 och är synlig för blotta ögat där ljusföroreningar ej förekommer. Baserat på parallaxmätningar i Hipparcos-uppdraget på 11,1 mas beräknas den befinna sig på ca 294 ljusårs (90 parsek) avstånd från solen. Eftersom stjärnan ligger nära ekliptikan, kan den bli förmörkad av månen.

## Egenskaper
Ny Virginis är en röd till orange jättestjärna av spektralklass M1 III. Den har en massa som är ca 1,6 gånger solens massa, en radie som är ca 54 gånger större än solens och utsänder ca 630 gånger mera energi än solen från dess fotosfär vid en effektiv temperatur på ca 4 000 K.
Ny Virginis, eller 3 Virginis, är en halvregelbunden variabel av SRB-typ. Den varierar mellan fotografisk magnitud +4,1 och 4,16 med variationer i fyra perioder med en längd av 11,1, 12,3, 16,8 och 23,7 dygn.